# 無穢経
『無穢経』（むえきょう、巴: Anaṅgaṇa-sutta, アナンガナ・スッタ）とは、パーリ仏典経蔵中部に収録されている第5経。『無垢経』（むくきょう）とも。
類似の伝統漢訳経典としては、『中阿含経』（大正蔵26）の第87経「穢品経」がある。
モッガラーナ（目連）の求めに応じ、サーリプッタ（舎利弗）が人間の浄穢とその自覚についての4分類を述べる。

## 構成

### 登場人物
- モッガラーナ（目連）
- サーリプッタ（舎利弗）

## 日本語訳
- 『南伝大蔵経・経蔵・中部経典1』（第9巻） 大蔵出版
- 『パーリ仏典 中部（マッジマニカーヤ）根本五十経篇I』 片山一良訳 大蔵出版
- 『原始仏典 中部経典1』（第4巻） 中村元監修 春秋社